# Хосиярви
Хосиярви — пресноводное озеро на территории Кестеньгского сельского поселения Лоухского района Республики Карелии и сельского поселения Алакуртти Кандалакшского района Мурманской области.

## Общие сведения
Площадь озера — 6,1 км², площадь водосборного бассейна — 153 км². Располагается на высоте 294,5 метров над уровнем моря.
Форма озера лопастная, треугольная, продолговатая: оно более чем на четыре километра вытянуто с северо-запада на юго-восток. Берега изрезанные, каменисто-песчаные, преимущественно возвышенные.
Через Хосиярви течёт река Вуоснайоки, впадающая в реку Кутсайоки, которая, в свою очередь, впадает в реку Тумчу.
В озере расположено более двух десятков безымянных островов различной площади, рассредоточенных по всей площади водоёма, однако их количество может варьироваться в зависимости от уровня воды.
Вдоль юго-западного берега озера проходит автодорога местного значения.
Населённые пункты вблизи водоёма отсутствуют.
Код объекта в государственном водном реестре — 02020000511102000001083.